# Эрбёмон
Эрбёмо́н (фр. Herbeumont, валлон. Arbûmont / Grand Arbûmont, пикард. Yerboemont) — коммуна в Валлонии, расположенная в провинции Люксембург, округ Нёшато. Принадлежит Французскому языковому сообществу Бельгии. На площади 58,81 км² проживают 1511 человек (плотность населения — 26 чел./км²), из которых 50,10 % — мужчины и 49,90 % — женщины. Средний годовой доход на душу населения в 2003 году составлял 10 658 евро.
Почтовый код: 6887. Телефонный код: 061.